# Đường Minh Hưng
Đường Minh Hưng là Trung tướng Công an nhân dân Việt Nam. Ông hiện là Phó Chủ tịch Hội Cựu Công an nhân dân Việt Nam. Ông nguyên là Cục trưởng Cục An ninh kinh tế, Bộ Công an Việt Nam (2018-2019), nguyên Phó Tổng cục trưởng Tổng cục An ninh, Bộ Công an (Việt Nam). Năm 2010, ông được Chủ tịch nước Việt Nam phong tặng danh hiệu Anh hùng Lực lượng vũ trang nhân dân.

## Xuất thân và giáo dục
Đường Minh Hưng sinh ra trong một gia đình giàu truyền thống cách mạng ở tỉnh Thanh Hóa. Thân phụ của ông là Đường Minh Tỵ làm nghề nhà giáo.
Đường Minh Hưng có học vị Tiến sĩ, có học hàm Giáo sư (2012).

## Sự nghiệp
Ngày 11 tháng 11 năm 2010, ông được Chủ tịch nước Việt Nam phong tặng danh hiệu Anh hùng Lực lượng vũ trang nhân dân thời kì đổi mới.
Năm 2011, ông được thăng quân hàm từ Đại tá lên Thiếu tướng Công an nhân dân Việt Nam. Lúc này ông đang giữ chức vụ Cục trưởng Cục Bảo vệ chính trị 6 (Cục A67) hay còn gọi là Cục Phòng chống khủng bố, Tổng cục An ninh nhân dân I, Bộ Công an Việt Nam. Hai người đồng hương Thanh Hóa khác cùng được phong Thiếu tướng với ông là Lê Minh Hùng, Phó Giám đốc Học viện An ninh nhân dân và Lê Văn Lưu, Phó Chánh Thanh Tra Bộ Công an.
Ngày 2 tháng 11 năm 2014, ông nhận quyết định của Chủ tịch nước phong hàm Trung tướng Công an nhân dân Việt Nam. Lúc này ông đang giữ chức vụ Phó Tổng cục trưởng Tổng cục An ninh I.
Tháng 11 năm 2017, Đường Minh Hưng là Thường trực Tiểu ban An ninh và Y tế APEC Việt Nam 2017, Phó Tổng cục trưởng Tổng cục An ninh, Bộ Công an (Việt Nam).
Từ năm 2018, Đường Minh Hưng là Cục trưởng Cục An ninh kinh tế, Bộ Công an Việt Nam.
Tháng 8/2019, ông chờ nghỉ hưu. Ngày 17 tháng 8 năm 2023, Ông được bầu làm Phó Chủ tịch Hội Cựu Công an nhân dân Việt Nam nhiệm kỳ 2023-2028.

## Phong tặng

### Lịch sử thụ phong quân hàm
- Thiếu tướng Công an nhân dân Việt Nam (2011)
- Trung tướng Công an nhân dân Việt Nam (2014)

### Danh hiệu khác
- Danh hiệu Anh hùng Lực lượng vũ trang nhân dân thời kì đổi mới (11/11/2010)[5]
- Huân chương Quân công hạng Ba (2011)[10]

## Vụ bắt cóc Trịnh Xuân Thanh
Ngày 14 tháng 3 năm 2018, Truyền thông Đức đưa tin cơ quan công tố liên bang Đức đang tiến hành điều tra Trung tướng Đường Minh Hưng, bị nghi ngờ trực tiếp chỉ huy vụ bắt cóc vụ bắt cóc ông Trịnh Xuân Thanh tại Berlin, thủ đô của Đức. Ông Hưng có mặt tại Berlin trong thời gian xảy ra vụ bắt cóc và bị cho là đã gọi hơn 100 cuộc điện thoại di động và gửi các tin nhắn cho những đối tượng khác cùng tham gia vụ bắt cóc để điều phối hoạt động. 
Ngày 24 tháng 4 năm 2018, Đức bắt đầu phiên tòa xét xử một nghi phạm Long N. H. có liên quan đến vụ bắt cóc ông Trịnh Xuân Thanh. Ông Đường Minh Hưng bị cáo buộc đã ra lệnh thực hiện vụ bắt cóc trước khi trở về Việt Nam ngay sau đó. Ông Hưng còn bị nghi ngờ đã thực hiện hơn 100 cuộc nói chuyện và trao đổi tin nhắn trên điện thoại với nhóm bắt cóc, khi đang trú tại một khách sạn gần nơi vụ bắt cóc xảy ra.
Từ ngày 4 tháng 10 năm 2017, Cảnh sát Đức tiến hành truy nã quốc tế đối với ông Đường Minh Hưng. Tháng 8 năm 2019, Tòa án Đức công bố lệnh truy tố Trung tướng Đường Minh Hưng.